# Corcelles-les-Monts
 Corcelles-les-Monts  es una población y comuna francesa, en la región de Borgoña, departamento de Côte-d'Or, en el distrito de Dijon y cantón de Dijon-5.

## Demografía
| 228 | 258 | 328 | 757 | 783 | 709 |
| Para los censos de 1962 a 1999 la población legal corresponde a la población sin duplicidades (Fuente: INSEE [Consultar]) |     |     |     |     |     |